# Антонов Анатолій Іванович
Анатолій Іванович Антонов (рос. Анатолий Иванович Антонов; нар. 15 травня 1955 року) — російський дипломат і військовий. Надзвичайний і Повноважний Посол РФ в США з 21 серпня 2017 року по 10 жовтня 2024 року.
Заступний міністра закорджонних справ РФ (2016—2017). Заступник міністра оборони РФ (2011—2016). Кандидат економічних, доктор політичних наук. Має військове звання генерал армії РФ.
У зв'язку з участю у захопленні Криму Росією, Антонов у 2015 році внесений до санкційних списків Євросоюзу, Канади, Швейцарії, Норвегії та України.

## Життєпис
Народився 15 травня 1955 року в Омську. У 1978 році закінчив Московський державний інститут міжнародних відносин, факультет міжнародних економічних відносин та у 1984 році — аспірантуру при МДІМВ.
У 1978 році вступив на роботу в Міністерство закордонних справ СРСР. Обіймав різні посади в закордонних представництвах і центральному апараті МЗС СРСР, потім в Міністерстві закордонних справ Російської Федерації.
У 2004—2011 роках — директор Департаменту з питань безпеки і роззброєння Міністерства закордонних справ Російської Федерації. Очолював російські делегації на міжнародних переговорах із різної військово-політичної проблематики, в тому числі конференціях з розгляду дії Договору про нерозповсюдження ядерної зброї, конвенцій про заборону хімічної і біологічної зброї, переговорам з США щодо подальшого обмеження стратегічних наступальних озброєнь і протиракетної оборони, за багатосторонніми механізму експортного контролю. Неодноразово брав участь в роботі сесій Генеральної асамблеї ООН. Загальний стаж роботи в Міністерстві закордонних справ Радянського Союзу і Росії становить понад 30 років.
2 лютого 2011 — призначений заступником Міністра оборони Російської Федерації. Відповідав за проблематику міжнародного військового та військово-технічного співробітництва, в тому числі в частині підготовки міжнародних угод у відповідній області. Курирував роботу головного управління міжнародного військового співробітництва та управління з контролю за виконанням договорів (Національний центр по зменшенню ядерної небезпеки). Систематично залучався до публічних коментарів з актуальних військово-політичних тем, брав участь в роботі профільних науково-аналітичних конференціях. Відповідав за організацію контактів Міноборони Росії з військовими відомствами зарубіжних країн.
У зв'язку з російською військовою агресією в Україні та анексії Криму, в лютому 2015 року внесений до санкційних списків Євросоюзу і Канади, у вересні 2015 року — до санкційного списку України..
18 грудня 2016 року призначений заступником Міністра закордонних справ Російської Федерації. У МЗС Росії курирує питання військово-політичної безпеки.
Після президентських виборів в США, постало питання про заміну посла Кисляка в США, який працював на цій посаді вісім років. Анатолій Антонов називався в пресі як найбільш ймовірний кандидат на цю посаду. 11 травня 2017 року МЗС Росії вніс кандидатуру Анатолія Антонова в Федеральні збори Російської Федерації для розгляду призначення на посаду Надзвичайного і повноважного посла Російської Федерації в США. Призначення було схвалене Державною Думою Федеральних зборів Російської Федерації і Радою Федерації Федеральних Зборів Російської Федерації.
21 серпня 2017 року указом Президента Росії був призначений на посаду посла Російської Федерації в США. Ця дипломатична місія Антонова прийшлася на час повномасштабної агресії Росії проти України. Путін звільнив Анатолія Антонова з посади посла Росії у США 10 жовтня 2024 року. На думку російських властей, в умовах, коли офіційні особи США все одно не контактують із російським послом, важливо не те, хто займе цю посаду, а той факт, що вона залишається вакантною.

## Приватне життя
Персональні дані Антонова в РФ засекречені. В ЗМІ не можна знайти жодної згадки про його сім'ю та дітей. Офіційний життєпис також надзвичайно стислий. Як підкреслив часопис Українська правда, «такої короткої офіційної біографії, як у нього, немає в жодного із чинних заступників МЗС РФ. Російський МЗС не розкриває інформацію про перші 24 роки його дипломатичної кар'єри і лише коротко зазначає, що він „обіймав різні посади в ЦА та за кордоном“, навіть без згадки про країни»

## Обструкціяв США
На початку листопаду 2017 Антонов заявив про відмову конгресменів США з ним‍ зустрічатися.
Анатолій Антонов повідомив, що на всі його спроби зустрітися з членами Конгресу США він отримав відмови.
Можу вам сказати, що на всі мої запити в Конгрес мені відмовлено.
23 червня 2022 був вкритий журналістами видання "Politico"  під час спроби  надання буцімто "мирного плану" із 15 ганебних пунктів щодо капітуляції України. Зустріч відбулася у Cafe Milano у Вашингтоні,  з колишнім послом США в Афганістані Залмаєм Халілзадом та Дмитром Саймсом, головою та головним виконавчим директором Центру національних інтересів США.  Журналіст провів фотофіксацию та  підслухав частину розмови. А сам факт такої розмови та її вмісту став фактично наочним додатковим викриттям частини агентурної мережі Росії у Сполучених Штатах.